# Municipio de Pine River (Míchigan)
El municipio de Pine River (en inglés: Pine River Township) es un municipio ubicado en el condado de Gratiot en el estado estadounidense de Míchigan. En el año 2010 tenía una población de 2279 habitantes y una densidad poblacional de 28,87 personas por km².

## Geografía
El municipio de Pine River se encuentra ubicado en las coordenadas 43°25′47″N 84°40′19″O / 43.42972, -84.67194. Según la Oficina del Censo de los Estados Unidos, el municipio tiene una superficie total de 78.94 km², de la cual 78.51 km² corresponden a tierra firme y (0.54%) 0.42 km² es agua.

## Demografía
Según el censo de 2010, había 2279 personas residiendo en el municipio de Pine River. La densidad de población era de 28,87 hab./km². De los 2279 habitantes, el municipio de Pine River estaba compuesto por el 96.01% blancos, el 0.22% eran afroamericanos, el 0.48% eran amerindios, el 0.48% eran asiáticos, el 0.04% eran isleños del Pacífico, el 1.4% eran de otras razas y el 1.36% pertenecían a dos o más razas. Del total de la población el 4.65% eran hispanos o latinos de cualquier raza.